# Canavalia boliviana
Canavalia boliviana är en ärtväxtart som beskrevs av Charles Vancouver Piper. Canavalia boliviana ingår i släktet Canavalia och familjen ärtväxter. Inga underarter finns listade i Catalogue of Life.